# 九九式破壊筒
九九式破壊筒（きゅうきゅうしきはかいとう）は、大日本帝国陸軍の工兵、歩兵部隊が用いた爆弾の一種。細長い鋼管に炸薬を詰めたもので、必要に応じて連結、延長する。鉄条網やその他の障害を爆破し、突撃ロを開くために用いられた。

## 開発
1938年（昭和13年）8月、支那事変（日中戦争）の戦闘の経験から、歩兵にも使用できる障害物破壊筒の開発が要求され、同年9月に審査を開始した。まず9月9日に九二式爆破管を基礎として設計が行われた。10月に筒体と点火具を別個に試製、検査の結果、筒体は接続部に、点火具は導火薬の充填法に問題があることがわかった。筒体の爆薬充填に関して陸軍造兵廠東京研究所に研究を依頼し、成案を得た。
1938年（昭和13年）12月、改修を完了し富津射場において爆破試験を行った。また、小銃弾の命中に対して安全性があるかを確認した。この試験の後に天伯原の演習でも試験を行った。この結果、威力は十分であり安全性が確認されたものの、点火具の構造と材料になお研究の必要があることがわかった。
1939年（昭和14年）3月に、運搬を容易にするため、筒体ひとつの長さを2,300mmから1,150mmに短縮化した。4月、八柱演習場で、改良型の点火具を用いて試験したところ、構造機能が適当であることが認められた。8月には陸軍歩兵学校と陸軍工兵学校で実用試験を行い、点火具に改修の必要があると判定された。9月にこの改修が完了し、10月、関東軍の近接兵器研究演習で試験した。12月、一ノ宮射場でさらに改修品を試験し結果は良好だった。1940年（昭和15年）1月に実用に達したと判定され、試験を終了した。

## 構造
九九式破壊筒は管頭、管体、点火具から構成された。管頭は直径42mm、長さ105mmの大きさで弾頭形状をしており、管体の先端に装着する。障害物の内部へさしこむ作業を容易にするためのものだった。管体は直径35mm、肉厚2.6mmの引抜鋼管でできており、長さは1,150mmである。両端に接続ねじがあり、内部には二号淡黄薬を熔填している。障害の大きさに対し、任意に管体を接続延長して用いることができた。点火具は破壊筒の点火に用いた。本体、引縄、安全栓、点火管（2個）から構成されている。発火に際しては、管体末端の雌ネジにねじ込んだ上で引綱を引き、2個の点火管を同時発火させた。導火薬は7秒の延期秒時で破壊筒本体を爆発させた。この点火管は、格納・運搬時には管頭に装着した。これによって点火管部を防護し、さらに収容筒内におさめて密閉し、防湿した。
管頭3個、管体6本、発火具3個を箱の中に収容し、輸送した。全重は約33kg。本体25kg、箱が8kgであった。
破壊筒は、爆破によって幅約3mの障害を切り開くことができた。

## 羽付破壊筒
九九式破壊筒は弾道安定用の羽をとりつけることで、九八式五糎投擲機によって射出できた。投擲距離は最も近距離で90m、最大で距離290m。半数必中界は距離9.5m、方向1.6mの範囲だった。用途は鉄条網、軽掩蔽部などの爆破である。この破壊筒は管体、信管、属品箱で一式とされた。箱には破壊筒3、信管3を収納して運搬した。
破壊筒の全体は全長約2m、重量8.5kgである。管体の直径35mm、肉厚2.6mm、炸薬は二号淡黄薬で約2.25kgを使用した。管体は甲と乙から構成された。甲には安定用の羽が三枚ついており、距離変換具受がついていた。羽はボルトで着脱するものであった。乙は九九式破壊筒の管体である。
信管は瞬発、延期の二働であった。安全栓と安全羽がつけられていた。本破壊筒の安全装置は三種類が用いられていた。第一段と第二段は投擲時に離脱した。第三段は破壊筒が弾道を飛翔中、信管の安全羽が風圧で回転、離脱して解除された。

## 爆破
鉄条網破壊時には下士官一名、兵若干名の班を編成した。破壊筒の全長2mにつき兵1名が配置された。点火後に後退するべき位置を指示したうえで各員が持ち場へつき、最後尾の兵卒は点火用機材を持った。破壊筒は鉄条網の下部へ直交するようさしこみ、障害物の全体にわたって設置した後、点火して退避する。爆破は一斉に行うことが望ましいとされた。
鉄柵の破壊には、鉄柵の根元に並行して破壊筒を置き、その両脇に破壊筒を2本設置して同時に爆破した。壁、門扉の破壊もこれに準じた。破壊筒はまた、地雷の除去にも用いられた。